# Односи Србије и Северне Кореје
Односи Србије и Северне Кореје су инострани односи Републике Србије и Демократске Народне Републике Кореје.

## Билатерални односи
Дипломатски односи са Северном Корејом су успостављени 30. октобра 1948. године.
Амбасада Републике Србије у Пекингу (Кина) радно покрива ДНР Кореју.
Председник СФРЈ Јосип Броз Тито био је у посети тада Демократској Народној Републици Кореји од 24. до 30. августа 1977. године. Председник ДНР Кореје Ким Ил Сунг у посети Југославији боравио је неколико пута — први пут од 5. до 9. јуна 1975, други пут маја 1980. када је присуствовао сахрани Јосипа Броза Тита и последњи пут 1984. године када је промовисан за почасног грађанина Београда.
Северна Кореја није признала једнострано проглашење независности Косова. Северна Кореја је гласала против пријема Косова у УНЕСКО 2015.

### Политички односи
У дужем  периоду није било размене посета државних званичника две земље.

### Економски односи
- У 2020. робна размена је била симболична, при чему је забележен незнатан увоз из С.Кореје.
- У 2019. забележен је такође само увоз у Србију и то у износу од непуних 25 хиљада УСД.
- У 2018. робна размена је била слаба при чему је забележен увоз из Кореје од 76 хиљада америчких долара.[3][4]

### Дипломатски представници

#### У Београду
- Ким Вон Хо, амбасадор, —1997.
- Зун Зу Чанг, амбасадор
- Ју Се-унг, амбасадор, 1992
- Ји Јаерјонг, амбасадор, 1986—
- Ли Ин Гју, амбасадор, 1984—
- Чу Чанг-чун, амбасадор, 1980—
- Гванг Сун Џонг, амбасадор, 1976—1979.
- Че Кук Ман, амбасадор

#### У Пјонгјангу
- Љубомир Ђукић, амбасадор
- Милан Шешлија, амбасадор, 1990—
- Миодраг Богићевић, амбасадор, 1985—1989.
- Љупчо Тавчиовски, амбасадор, 1981—1985.
- Тоде Варџиски, амбасадор, 1977—1981.
- Светислав Вучић, амбасадор, 1973—1976.